# Deutscher Automobil-Veteranen-Club
Der Deutsche Automobil-Veteranen-Club e. V. (DAVC) ist einer der größten markenunabhängige Kraftfahrzeug-Veteranen-Clubs in Automobile, Motorräder, Traktoren und sonstige Fahrzeuge, die mit motorischer Kraft angetrieben werden.
Der Verein wurde am 30. März 1965 in Stuttgart gegründet und ist seit dem 10. Mai 1965 im Vereinsregister beim Amtsgericht Stuttgart unter der Nr. 1715 eingetragen. Er ist Gründungsmitglied der FIVA. Derzeit sind im DAVC 15 Landesgruppen mit ca. 1400 Mitgliedern organisiert.

## Landesgruppen
Allgäu, Berlin-Brandenburg, Franken, Hanse, Niedersachsen, Nordrhein-Westfalen, Oberbayern, Ostsee, Ostwestfalen-Lippe, Rheinland, Rhein-Main, Staufen-Ostalb, Südbaden, Süd-West, Weser-Ems.